# 300 років тому…
«300 років тому…» (рос. «300 лет тому...») — український радянський пропагандистський фільм 1956-го року про події часів Хмельниччини, знятий на Кіностудії ім. О. Довженка.

## Сюжет
Сюжетна лінія описує боротьбу українського козацтва на чолі з Богданом Хмельницьким проти військ польських магнатів, котра завершилась Переяславською радою.
Стрічка насичена відмінно знятими масштабними батальними сценами, що загалом характерно для робіт В. Петрова. Також підібрано гарний музичний супровід — українські народні пісні що лунають у фільмі дійсно стали його окрасою — до цього приклав зусилля відповідальний за саундтреки композитор К. Данькевич.
Та в той же час сценарій пронизаний великою кількістю пропаганди та заангажованості, характерної для того часу. Втім, попри це, на довгий час стрічку було усунуто з публічного кінопрокату. За відсутності прямих свідчень та документів важко напевно сказати з чим це пов'язано.

## Актори
- Віктор Добровольський — гетьман Богдан Хмельницький
- Євген Самойлов — полковник Іван Богун
- Артем Тарський — полковник Максим Кривоніс
- Юліан Паніч — Тиміш Хмельницький, син гетьмана
- Аркадій Гашинський — полковник Ганжа
- Наталя Ужвій — Варвара
- Олена Добронравова — Соломія
- Дворецький Сергій Олександрович — кобзар Андрій Журба
- Володимир Ємельянов — гетьманський посол Силуян Мужиловський
- Микола Пішванов — Соколов, отаман російських козаків
- Володимир Бєлокуров — Лизогуб, військовий писар
- Альфред Ребане — Микола Потоцький, коронний гетьман Польщі
- Роберт Візиренко — біскуп Леонтовский, католицький єпископ
- Василь Лановий — поручик Броніслав Оржельскій
- Галина Кравченко — дружина Богдана Хмельницького Олена Чаплинська
- Федір Іщенко — військовий старшина
- Володимир Іванов — Олексій Михайлович, цар Московський
- Дмитро Капка — Ян
- Петро Міхневич — єпископ
- Валентин Скулме — сподвижник Потоцького
- Юрій Лавров — польський посол

та інші

## Знімальна група
- Сценарист: Олександр Корнійчук
- Режисер-постановник: Володимир Петров
- Оператор-постановник: Аркадій Кольцатий
- Режисер: К. Гаккель
- Художник-постановник: Михайло Юферов
- Композитор: Костянтин Данькевич
- Звукооператор: Ростислав Максимцов
- Тексти пісень народні та Ванди Василевської
- Художник по костюмах: Лідія Байкова
- Художник з реквізиту: Олександр Кудря
- Художник по гриму: М. Лосєв
- Режисер монтажу: Варвара Бондіна
- Комбіновані зйомки: художник — Валентин Корольов; оператор — Тетяна Чернишова
- Головний військовий консультант: генерал-лейтенант Микола Осликовський
- Директор картини: Леонід Корецький